# Prochoerodes transposita
Prochoerodes transposita är en fjärilsart som beskrevs av Walker 1860. Prochoerodes transposita ingår i släktet Prochoerodes och familjen mätare. Inga underarter finns listade i Catalogue of Life.